# 키캡
키캡(keycap)은 컴퓨터 자판의 키스위치 위에 놓이는 플라스틱, 금속 또는 기타 재료로 된 작은 덮개이다. 키캡은 종종 키 기능 또는 해당되는 영숫자 문자를 나타내기 위해 그림으로 표시된다. 초기 키보드는 키스위치와 키캡이 한 단위로 통합되어 제조되었지만, 다른 자판 배열의 생산을 용이하게 하기 위해 스위치와 분리된 키캡이 도입되었다.

## 역사
1970년대와 1980년대의 일반적인 키캡은 이중 사출 성형 방식으로 제작되었으며, 각 키캡에 다른 색상의 플라스틱으로 각인이 성형되었다. 이는 결국 더 비싸고(특히 공구 비용 면에서) 장비 자체보다 키캡이 더 튼튼한 경향이 있어 인기가 줄어들었다. 현대의 키캡은 일반적으로 스탬프 또는 레이저 각인으로 라벨이 붙여진다. 하지만 이중 사출 성형("더블샷") 키캡은 오늘날에도 여전히 사용 가능하며, 특유의 촉감과 일반적인 내구성으로 유명하다.

## 현대의 키캡
키캡은 키보드용 교체 세트로 구매할 수 있다. 특히, 체리 MX 스타일 스템을 사용하는 키보드용 교체 세트가 자주 판매된다. 맞춤형 세트는 열광자 커뮤니티 내에서 사고팔며, 장인 키캡은 개별적으로 구매할 수 있다. 장인 키캡은 독특하거나 소량으로 생산되며, 복잡한 디자인을 특징으로 할 수 있다. 이들은 종종 수지나 실리콘과 같은 유연한 재료로 만들어진다.
키캡은 인쇄된 것과 인쇄되지 않은 것 두 가지 종류로 판매된다. 인쇄되지 않은(또는 공백) 종류는 사용자가 시각에 의존하기보다 움직임에 의존해야 하므로 터치 타이핑을 촉진하고 근육 기억을 형성하는 데 도움이 된다고 알려져 있다. 그러나 현대 기계식 키보드 커뮤니티에서는 인쇄되지 않은 키캡이 일반적으로 시각적 매력 때문에 선택된다. 사용자가 선택할 수 있는 디자인은 일본의 애니메이션, 투톤, 비디오 게임 기반에서 맞춤 제작 키캡에 이르기까지 다양하다.
가장 흔하게 사용되는 플라스틱은 ABS, PBT, POM이다( 재료 섹션 참조).
대부분의 키캡 상단은 원통형(마치 두꺼운 원통이 그 위에 놓인 것처럼 측면으로 구부러짐), 평평한 또는 구형(마치 큰 구가 그 위에 놓인 것처럼 위, 아래, 측면으로 구부러짐)으로 설명될 수 있다. 현대의 선호는 구형보다는 원통형 키캡이지만, 노트북 키는 종종 평평하다.

## 구조

### 재료
키캡 재료는 브랜드마다 다르며, 다양한 촉감, 내구성, 손상 저항성 및 기타 특성을 제공한다.
| 재료 | 설명 |
| ---- | --- |
| ABS  | 이는 키보드 케이스와 키에 흔히 사용된다. 일부 현대 플라스틱에 비해 비교적 부드러운 재료이지만, 단단하고 파손에 강하다. Topre 케이스는 ABS로 만들어졌고, IBM 모델 M 또한 그렇다. 필코와 다스 키는 ABS로 만들어졌으며, 대부분의 컴퓨터 키보드에 포함된 키도 마찬가지이다. 약간 "매끄러운" 느낌이 있다. 예를 들어, 레고는 ABS로 만들어진다. |
| PBT  | PBT는 "모래 같은" 느낌을 주는 더 단단하고 오래 지속되는 재료이며, 시간이 지나도 ABS만큼 황변되지 않는다. 단점은 PBT의 취성(깨지기 쉬운 성질)과 비용 때문에 대부분의 키보드 제조업체는 키보드 케이스나 키에 이를 사용하지 않는다는 것이다. 예외로는 일부 체리/포커/레오폴드 키와 IBM/유니컴 키가 있다. |
| POM  | "델린(Delrin)"이라는 브랜드명으로 더 잘 알려져 있으며, 내마모성, 내용매성 및 저마찰 재료이다. 그러나 비싸고 흔하지 않다. 오래된 검은색 체리 G80 키캡과 단종된 Nopoo 초콜릿 키보드에 사용되었다. 키쿨(Keycool)은 키보드에 이를 사용했지만 현재는 점차 중단하고 있다. 현재 Vortex는 백라이트 더블샷 PBT/POM 키의 문자 각인에 POM을 사용하고 있다. 체리 MX 키 케이스는 POM 화학 테스트로 만들어졌으며, MY steB의 스템 체리 라벨링도 마찬가지이다. |
| PC   | 부드러운 투명 플라스틱. 이 시그니처 플라스틱 키캡 세트와 같은 반투명 키에 사용된다. |

### 문자 인쇄
키캡에 숫자, 문자, 기호를 인쇄하는 방법은 패드 인쇄, 레이저 각인 또는 염료 승화 인쇄를 사용한다.
| 방법           | 설명 |
| -------------- | --- |
| 패드 인쇄      | 실크 스크린 인쇄라고도 하며 가장 저렴하고 흔하다. 스텐실을 통해 잉크를 표면에 밀어 넣는 방식이다. 일반적으로 내마모성과 변색 방지를 위해 UV 처리된다. 키캡의 경우 실크 스크린 인쇄 방식은 일반적으로 흰색 또는 검은색의 단일 색상으로 제한된다. |
| 염료 승화 인쇄 | 염료 승화 인쇄는 제조 공정의 발전으로 최근 몇 년간 더욱 인기를 얻고 있다. 이는 열과 압력을 사용하여 잉크 층을 키캡 표면에 녹여내는 방식이다. 키캡의 경우, 염료 승화 인쇄는 다공성 표면으로 인해 잉크가 침투할 수 있는 PBT 플라스틱에만 적용 가능하다. 이 방법의 주요 장점은 제조업체가 상세하고 풀 컬러 그래픽을 키캡 표면에 직접 인쇄할 수 있어 디자인의 유연성이 높다는 것이다. 이는 각 문자마다 맞춤형의 비싼 공구가 필요하고 일반적으로 키당 두 가지 색상으로 제한되는 이중 사출 성형과 대조된다.결과적으로 많은 브랜드가 염료 승화 인쇄를 채택하고 있다. 주목할 만한 예시로는 TheKapCo와 ONEofZERO가 있다. |
| 레이저 각인    | 강한 레이저를 사용하여 키캡에 문자를 인쇄한다. |
| 이중 사출 성형 | 가장 비싸고 내구성이 강한 공정: 각 외부 키캡에는 물리적으로 문자가 성형되어 있으며, 문자는 다른 플라스틱 조각을 키캡 내부에서 주입하여 생성된다. 이는 키캡이 마모되더라도 문자가 절대로 지워지거나 사라질 일이 없음을 의미한다. |

### 키 프로파일
이름에서 알 수 있듯이, 키 프로파일을 비교하는 가장 쉬운 방법은 측면에서 보는 것이다. 키보드 프로파일은 각 키캡 열의 프로파일 모양을 의미한다. 프로파일이 다르면 키의 크기, 모양 및 두께가 달라질 수 있다. (대부분의) 현대 키 세트가 열마다 프로파일이 다를 때, 이를 조각된 프로파일이라고 한다.

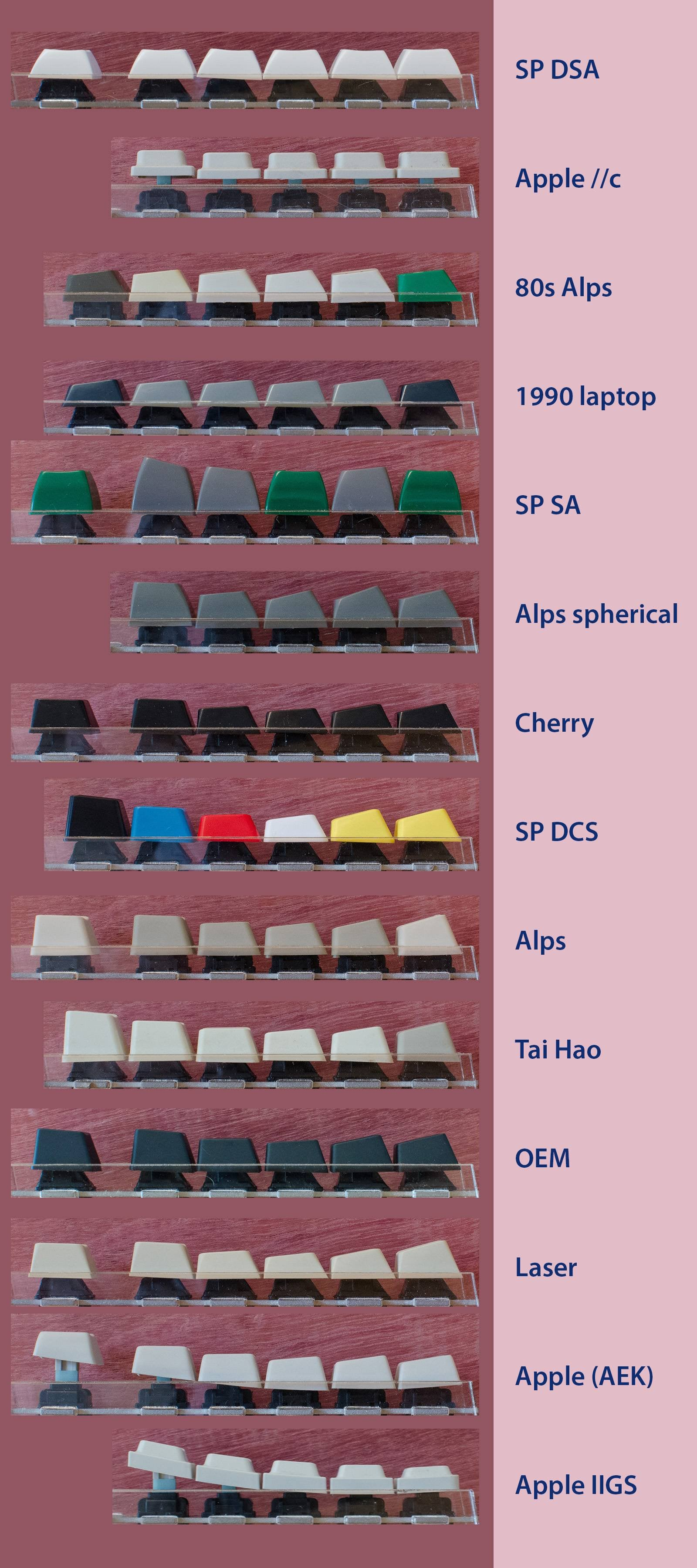
그림으로 설명된 기계식 키보드 프로파일.

- OEM
- 체리
- 애플
- 타이하오
- 알프스
- 레이저
- DCS
- SA
- SA-P
- DSA
- HSA
- CSA
- OSA
- XDA
- MT3

## 같이 보기
- US Utility 5193924, Larson, Carlyn F., "Cap cover for keyboard keys", issued 16 March 1993